# Sakesphorus luctuosus
Sakesphorus luctuosus là một loài chim trong họ Thamnophilidae.